# Raytheon Hawker 4000
Хоукер 4000 «Хорайзн» (англ. Hawker 4000 Horizon, англ. Horizon — Горизонт) — турбовентиляторный двухмоторный бизнес-джет суперсреднего (англ. super-midsize) класса, разработанный компанией Raytheon Aircraft Company.

## Разработка

### Некоторые дополнительные сведения о самолёте
Высота порога хвостового багажного отделения 127 см, что облегчает задачу помещения багажа в отсек объемом 2,5 м³.
Интервал технического обслуживания составляет 600 ч.
Модель 4000 также была первым суперсредним самолётом, оборудованным генераторами постоянного тока перестраиваемой частоты, сдвоенной системой кондиционирования, неотключаемыми автоматами тяги, электрическим управлением тормозной системы, рулями высоты и направления, а также авионикой Honeywell Primus с плоскими жидкокристаллическими индикаторами большого формата. Самолёт стандартно оснащается двойной инерциальной опорной системой Honeywell Laseref V.

## Тактико-технические характеристики

### Технические характеристики
- Экипаж: 2 человека
- Пассажировместимость: 8-12 пассажиров
- Длина: 21,1 м
- Размах крыла: 18,8 м
- Высота: 6,0 м
- Масса пустого: 10 659 кг
- Максимальная взлётная масса: 17 917 кг
- Двигатели: 2× ТРДД Pratt & Whitney Canada PW308A
- Тяга: 2× 30,7 кН

### Лётные характеристики
- Максимальная скорость: 892,66 км/ч
- Крейсерская скорость: 870.44 км/ч
- Практическая дальность: 6 075 км
- Практический потолок: 13 716 м